# Jack Wolfskin
 (juin 2017).
Si vous disposez d'ouvrages ou d'articles de référence ou si vous connaissez des sites web de qualité traitant du thème abordé ici, merci de compléter l'article en donnant les références utiles à sa vérifiabilité et en les liant à la section « Notes et références ».
Jack Wolfskin est une marque allemande spécialisée dans les équipements d'extérieur.

## Historique
- La compagnie a été fondée en 1981 à Idstein en Allemagne par Ulrich Dausien
- 1991, la compagnie est vendue a Johnson Outdoors

- 2002, Bain Capital acquiert Jack Wolfskin pour 42 millions d’euros.
- 2019, Callaway Golf acquiert Jack Wolfskin pour 418 millions d’euros[1].

## Sponsors
En août 2010, Jack Wolfskin signe 3 ans de contrat pour le sponsoring du club anglais de football de Liverpool FC, en avril 2013 Liverpool FC et Jack Wolfskin annoncent une extension de 3 ans.